# Yves Lampaert
Yves Lampaert (* 10. dubna 1991) je belgický profesionální silniční cyklista jezdící za UCI WorldTeam Soudal–Quick-Step.

## Kariéra
Lampaert se zúčastnil Mistrovství světa v silniční cyklistice v letech 2014 a 2015. V srpnu 2016 byl jmenován na startovní listině Vuelty a España.
V roce 2017 vyhrál Lampaert svůj domácí závod Dwars door Vlaanderen. Spolu s týmovým kolegou Philippem Gilbertem, Alexejem Lucenkem a Lukem Durbridgem utvořili rozhodující nástup závodu a Lampaert následně sám zaútočil 7,5 km před cílem, díky čemuž vyhrál o 39 sekund před Gilbertem, Lucenkem a Durbridgem.
20. srpna 2017 vyhrál Lampaert druhou etapu Vuelty a España 2017 poté, co 3 km před cílem v silném větru zaútočil společně s týmovými kolegy Nikim Terpstrou, Julianem Alaphilippem a Matteem Trentinem. Lampaert následně znovu zaútočil, tentokrát sám, a získal etapový triumf a červený trikot pro lídra celkového pořadí.
V roce 2018 Lampaert vyhrál podruhé v řadě klasiku Dwars door Vlaanderen, díky čemu se stal prvním jezdcem v historii závodu, jenž dokázal obhájit své vítězství. V červenci 2018 byl jmenován na startovní listině Tour de France 2018.
Na klasice Paříž–Roubaix 2019 získal Lampaert své první pódiové umístění na jednom z 5 monumentů, a to třetí místo. 45 km před cílem se na špici závodu utvořila šestičlenná skupina, kterou tvořili již dříve útočící Philippe Gilbert a Nils Politt společně s Petrem Saganem, Woutem van Aertem, Sepem Vanmarckem a Lampaertem. Tato skupina si díky fungující spolupráci utvořila minutový náskok na stíhací skupinu. Po odpadnutí van Aerta zaútočil 14 km před cílem Politt a Gilbert, zatímco Lampaert kontroloval situaci ve skupině se Saganem a Vanmarckem. Ti postupně odpadli a Lampaert si tak sólo dojel pro třetí místo, 13 sekund za vítěznou dvojicí.

## Hlavní výsledky
2012
Národní šampionát
 vítěz časovky do 23 let
2. místo Paříž–Roubaix Espoirs
7. místo Paříž–Tours Espoirs
2013
vítěz Grote Prijs Stad Geel
Národní šampionát
5. místo časovka
5. místo Châteauroux Classic
9. místo Druivenkoers Overijse
Tour des Fjords
10. místo celkově
2014
vítěz Arnhem–Veenendaal Classic
4. místo Kuurne–Brusel–Kuurne
Národní šampionát
5. místo silniční závod
5. místo Ronde van Drenthe
6. místo Ronde van Zeeland Seaports
9. místo Halle–Ingooigem
2015
Driedaagse van West-Vlaanderen
 celkový vítěz
 vítěz bodovací soutěže
 vítěz soutěže mladých jezdců
 vítěz soutěže jezdců ze Západních Flander
vítěz 1. etapy
Mistrovství světa
 2. místo týmová časovka
Národní šampionát
2. místo časovka
Ster ZLM Toer
2. místo celkově
4. místo Ronde van Zeeland Seaports
5. místo Le Samyn
6. místo Paříž–Tours
7. místo Paříž–Roubaix
Driedaagse van De Panne–Koksijde
9. místo celkově
9. místo Rund um Köln
10. místo RideLondon–Surrey Classic
2016
Mistrovství světa
 vítěz týmové časovky
7. místo časovka
Národní šampionát
2. místo časovka
5. místo Eschborn–Frankfurt
Mistrovství Evropy
6. místo časovka
Kolem Belgie
9. místo celkově
2017
Národní šampionát
 vítěz časovky
vítěz Dwars door Vlaanderen
vítěz Gullegem Koerse
Vuelta a España
vítěz 2. etapy
lídr  po 2. etapě
lídr  po 2. etapě
7. místo Paříž–Tours
2018
Mistrovství světa
 vítěz týmové časovky
Národní šampionát
 vítěz silničního závodu
3. místo časovka
vítěz Dwars door Vlaanderen
2. místo Binche–Chimay–Binche
Mistrovství Evropy
4. místo časovka
5. místo Great War Remembrance Race
2019
Okolo Slovenska
 celkový vítěz
vítěz Gullegem Koerse
Tour de Suisse
vítěz 8. etapy (ITT)
Mistrovství Evropy
 2. místo silniční závod
7. místo časovka
Národní šampionát
2. místo časovka
Deutschland Tour
3. místo celkově
3. místo Paříž–Roubaix
5. místo Kuurne–Brusel–Kuurne
7. místo Omloop Het Nieuwsblad
8. místo Dwars door Vlaanderen
2020
vítěz Driedaagse Brugge–De Panne
2. místo Omloop Het Nieuwsblad
BinckBank Tour
4. místo celkově
5. místo Kolem Flander
7. místo Gent–Wevelgem
Okolo Slovenska
8. místo celkově
2021
Národní šampionát
 vítěz časovky
Tour of Britain
vítěz 7. etapy
Kolem Belgie
2. místo celkově
2. místo Heistse Pijl
3. místo Dwars door het Hageland
4. místo Dwars door Vlaanderen
5. místo Paříž–Roubaix
6. místo Primus Classic
2022
Tour de France
vítěz 1. etapy (ITT)
lídr  po 1. etapě
lídr  po 1. etapě
Kolem Belgie
vítěz 3. etapy (ITT)
Národní šampionát
2. místo časovka
10. místo Paříž–Roubaix
2023
Renewi Tour
3. místo celkově
3. místo Classic Brugge–De Panne
Kolem Belgie
4. místo celkově
4. místo Dwars door het Hageland
6. místo BEMER Cyclassics
8. místo Circuit Franco–Belge
Mistrovství Evropy
9. místo časovka
2024
9. místo Trofeo Palma
Tour de Suisse
vítěz 1. etapy (ITT)

### Výsledky na Grand Tours
| Grand Tour      | 2016                                    | 2017                                    | 2018                                    | 2019                                    | 2020                                    | 2021                                    | 2022                                    | 2023                                    | 2024                                    |
| --------------- | --------------------------------------- | --------------------------------------- | --------------------------------------- | --------------------------------------- | --------------------------------------- | --------------------------------------- | --------------------------------------- | --------------------------------------- | --------------------------------------- |
| Giro d'Italia   | Nikdy se nezúčastnil během své kariéry. | Nikdy se nezúčastnil během své kariéry. | Nikdy se nezúčastnil během své kariéry. | Nikdy se nezúčastnil během své kariéry. | Nikdy se nezúčastnil během své kariéry. | Nikdy se nezúčastnil během své kariéry. | Nikdy se nezúčastnil během své kariéry. | Nikdy se nezúčastnil během své kariéry. | Nikdy se nezúčastnil během své kariéry. |
| Tour de France  | —                                       | —                                       | 80                                      | 133                                     | —                                       | —                                       | 120                                     | 104                                     | 125                                     |
| Vuelta a España | 113                                     | 136                                     | —                                       | —                                       | —                                       | —                                       | —                                       | —                                       |                                         |

### Výsledky na klasikách
| Monument                | 2013                                    | 2014                                    | 2015                                    | 2016                                    | 2017                                    | 2018                                    | 2019                                    | 2020                                    | 2021                                    | 2022                                    | 2023                                    | 2024                                    |
| ----------------------- | --------------------------------------- | --------------------------------------- | --------------------------------------- | --------------------------------------- | --------------------------------------- | --------------------------------------- | --------------------------------------- | --------------------------------------- | --------------------------------------- | --------------------------------------- | --------------------------------------- | --------------------------------------- |
| Milán – San Remo        | —                                       | —                                       | —                                       | —                                       | —                                       | —                                       | 66                                      | —                                       | 54                                      | —                                       | 20                                      | —                                       |
| Kolem Flander           | —                                       | DNF                                     | 24                                      | —                                       | 36                                      | 29                                      | 17                                      | 5                                       | 17                                      | 30                                      | 41                                      | 18                                      |
| Paříž–Roubaix           | —                                       | 108                                     | 7                                       | —                                       | 82                                      | 28                                      | 3                                       | NS                                      | 5                                       | 10                                      | 24                                      | 36                                      |
| Lutych–Bastogne–Lutych  | Nikdy se nezúčastnil během své kariéry. | Nikdy se nezúčastnil během své kariéry. | Nikdy se nezúčastnil během své kariéry. | Nikdy se nezúčastnil během své kariéry. | Nikdy se nezúčastnil během své kariéry. | Nikdy se nezúčastnil během své kariéry. | Nikdy se nezúčastnil během své kariéry. | Nikdy se nezúčastnil během své kariéry. | Nikdy se nezúčastnil během své kariéry. | Nikdy se nezúčastnil během své kariéry. | Nikdy se nezúčastnil během své kariéry. | Nikdy se nezúčastnil během své kariéry. |
| Giro di Lombardia       | Nikdy se nezúčastnil během své kariéry. | Nikdy se nezúčastnil během své kariéry. | Nikdy se nezúčastnil během své kariéry. | Nikdy se nezúčastnil během své kariéry. | Nikdy se nezúčastnil během své kariéry. | Nikdy se nezúčastnil během své kariéry. | Nikdy se nezúčastnil během své kariéry. | Nikdy se nezúčastnil během své kariéry. | Nikdy se nezúčastnil během své kariéry. | Nikdy se nezúčastnil během své kariéry. | Nikdy se nezúčastnil během své kariéry. | Nikdy se nezúčastnil během své kariéry. |
| Klasika                 | 2013                                    | 2014                                    | 2015                                    | 2016                                    | 2017                                    | 2018                                    | 2019                                    | 2020                                    | 2021                                    | 2022                                    | 2023                                    | 2024                                    |
| Omloop Het Nieuwsblad   | —                                       | —                                       | —                                       | —                                       | 97                                      | 36                                      | 7                                       | 2                                       | 56                                      | 72                                      | 71                                      | 21                                      |
| Kuurne–Brusel–Kuurne    | —                                       | 4                                       | 72                                      | —                                       | 83                                      | 12                                      | 5                                       | 52                                      | 68                                      | 76                                      | 76                                      | 27                                      |
| Classic Brugge–De Panne | 12                                      | 11                                      | 9                                       | —                                       | —                                       | —                                       | —                                       | 1                                       | —                                       | —                                       | 3                                       | —                                       |
| E3 Harelbeke            | DNF                                     | 36                                      | 21                                      | —                                       | —                                       | 17                                      | 18                                      | NS                                      | 13                                      | —                                       | 16                                      | 28                                      |
| Gent–Wevelgem           | —                                       | DNF                                     | —                                       | —                                       | 49                                      | 20                                      | 77                                      | 7                                       | 14                                      | 39                                      | 67                                      | 56                                      |
| Dwars door Vlaanderen   | 37                                      | 27                                      | 17                                      | DNS                                     | 1                                       | 1                                       | 8                                       | NS                                      | 4                                       | 27                                      | —                                       | 131                                     |
| Hamburg Cyclassics      | —                                       | —                                       | —                                       | —                                       | —                                       | —                                       | 63                                      | NS                                      | NS                                      | 108                                     | 6                                       |                                         |
| Paříž–Tours             | —                                       | —                                       | 6                                       | —                                       | 7                                       | 73                                      | —                                       | —                                       | —                                       | —                                       | —                                       |                                         |

| —   | Nezúčastnil se |
| DNF | Nedokončil     |
| DNS | Neodstartoval  |
| NS  | Nekonalo se    |